# Cuscuta platyloba
Cuscuta platyloba är en vindeväxtart som beskrevs av Prog.. Cuscuta platyloba ingår i släktet snärjor, och familjen vindeväxter. Utöver nominatformen finns också underarten C. p. pampeana.